# Арзу Гейбуллаєва
Арзу Гейбуллаєва або Ґейбуллаєва (Арзу Гейбулла; азерб. Arzu Qeybullayeva, Arzu Qeybulla; 1 серпня 1983 , Баку ) — азербайджанська колумністка, блогерка і журналістка низки видань, зокрема «Аль-Джазіра», «Foreign Policy» і «Аґос». Входить до в списку «100 жінок» 2014 року за версією Бі-Бі-Сі.
Підтримує мирне врегулювання карабаського конфлікту. Її позиція щодо карабаського конфлікту і співробітництво з вірменською газетою «Аґос» стали причиною цькувань і погроз на її адресу. Тому вона вимушено проживає в Вашингтоні[джерело?].

## Життєпис
Народилася 1 серпня 1983 року в Баку. Її батько — професор, ректор і радник прем'єр-міністра Туреччини Гейбулла Гейбуллаєв.
Гейбуллаєва здобула ступінь бакалавра міжнародних відносин у Бількентському університеті в Анкарі, після чого навчалася в Лондонській школі економіки і політичних наук, де здобула ступінь магістра в галузі глобальної політики.
Була співробітницею Oxford Business Group у Лондоні. Брала участь у різних проєктах в Африці й Азії, аналізувала ринок Лівії. Працювала в Національному демократичному інституті з міжнародних питань у Баку. У той час співпрацювала також з азербайджанськими політиками та громадськими діячами.
Від 2007 року працює в Стамбулі в аналітичному центрі Європейська ініціатива стабільності. У вересні 2008 року почала вести блог під назвою «Flying Carpets and Broken Pipelines». Від 2009 року пише для аналітичного центру Osservatorio Balcani e Caucaso, що базується в Італії. 2009 року почала займатися журналістикою, написавши спільний репортаж з журналістом із Вірменії про життя грузинського селища, де мирно співіснують вірмени і азербайджанці.
Від 2011 року — співдиректорка організації Imagine Center for Conflict Transformation, яка намагається налагодити діалог між вірменами і азербайджанцями. Є головною редакторкою інтернет-видання Neutral Zone, яке сприяє культурній і соціальній взаємодії, а також залагодженню конфліктів між вірменами й азербайджанцями.
Від 2013 року Гейбуллаєва пише для вірменської газети «Аґос», що видається в Стамбулі. У виданні вона висвітлює події в Азербайджані й азербайджано-турецькі відносини. Того ж року вона стала молодшою науковою співробітницею американського аналітичного центру Дослідний інститут зовнішньої політики. Після початку співпраці з газетою «Аґос» у низці ЗМІ Азербайджану і соціальних мережах почалося цькування журналістки і звинувачення її у зраді й «космополітизмі», тому 2014 року вона покинула країну й переїхала в Стамбул.
У 2014 році її включено в список 100 Women («100 жінок») за версією Бі-Бі-Сі. Ставала володаркою журналістської стипендії Вацлава Гавела на Радіо Свобода в Празі.
Проживає в Стамбулі. Володіє англійською, азербайджанською, турецькою та російською мовами.

## Погляди
Критикує владу Азербайджану за порушення прав людини в країні. 2014 року підписала спільний лист діячів Азербайджану і Вірменії з вимогою припинення бойових дій у Карабасі.
За співпрацю з вірменською газетою «Аґос» Гейбуллаєва отримувала на свою адресу в соціальних мережах численні погрози від користувачів з Азербайджану. В інтерв'ю виданню Global Voices вона заявила, що її затаврували як «зрадницю» і погрожують смертю не тільки їй, але й членам сім'ї. У грудні 2020 року Європейська федерація журналістів повідомила, що Гейбуллаєвій почали погрожувати після публікації матеріалу у виданні AzLogos, де стверджувалося, що вона нібито не поважає жертв Карабаської війни. Через погрози Гейбуллаєва не відвідує Азербайджан, залишаючись жити в Туреччині.
Погрози на її адресу засудив ПЕН-клуб та його дочірні організації в Англії і США. ПЕН-клуб закликав уряди Азербайджану і Туреччини «забезпечити її безпеку і розслідувати всі загрози насильства на її адресу». Організація Index on Censorship також засудила погрози і закликала міжнародну спільноту чинити тиск на Азербайджан, щоб він поважав свободу слова".
Історія Гейбуллаєвої стала одним із сюжетів документального фільму «Темне місце».